# Blind (film 2014)
Blind  è un film del 2014 diretto da Eskil Vogt.

## Trama
Dopo aver recentemente perso la vista, Ingrid si ritira nella sicurezza della sua casa, un luogo dove si può sentire sotto controllo, sola con suo marito e i suoi pensieri. Ma i problemi reali di Ingrid risiedono nell'animo, non oltre le mura del suo appartamento, e le sue paure più profonde e le fantasie represse prendono presto il sopravvento.

## Riconoscimenti
- 2014 - International Istanbul Film Festival
  - Tulipano d'oro